# Кароль Корецький

Герб Погоня

Кароль Ян Корецький, Кароль Самуель Корецький (бл. 1588 — 4 травня 1633) — князь, військовий і державний діяч Речі Посполитої.

## Життєпис
Син князя Якима (Йоахіма) Корецького та його дружини графині Ганни Ходкевич, доньки великого маршалка литовського, каштеляна Віленського графа Івана Єроніма Ходкевича, сестри великого гетьмана литовського Івана (Яна) Карла Ходкевича). Брат князя Самійла Корецького, з яким у 1604 році записався для навчання в Лейденському університеті.
Посади: каштелян волинський у 1622/1623—1633 роках, вінницький староста[джерело?]. 
1608 року пішов добровольцем у військо Нідерландів; був полонений шведами на морі біля Амстердаму, перевезений до Швеції, перебував 5,5 років у полоні, де перейшов на унію. Був обміняний на Карла Карлссона Ґілленг'єльма, повернувся додому у 1613 році з підірваним здоров'ям. Не брав участі у битвах особисто, на виправу під Хотин 1621 року виставив 8 коругв кавалерії. З 1622 року вінницький староста. Сейм 1623 року доручив йому функції комісара до ординування козаків на очікувану війну.  Після смерті брата Самійла перейняв опіку над родинними інтересами, воював збройно з Пшерембськими (забрав 300 голів худоби, розділив між козаками), Потоцькими за маєток Устя-Зелене, мав суперечку в суді з родиною Цєцішовських. На чолі приватних надвірних відділів воював з лісовими грабіжниками в Руському воєводстві, мав сутички з ними під Тучином, Устям-Зеленим. Тішився миром між козаків, був лояльним до короля Сігізмунда III, в політичному житті краю не брав активної участі.
Був похований 7 листопада 1633 року в Корці.

### Сім'я
Був одружений із Анною Потоцькою — донькою кальвініста Анджея Потоцького, вдовою руського воєводи Станіслава Ґольського та князя Костянтина Заславського. Діти:
- Самуель Кароль — староста ропчицький, другий чоловік Зофії Людвіки з Опаліньських, вдови великого коронного гетьмана Станіслава Конєцпольського
- Евфрозина — дружина володимирського старости Даніеля Стемпковського.[2]